# Fiamma olimpica dei Giochi della XVII Olimpiade
La fiamma olimpica dei Giochi della XVII Olimpiade venne accesa a Olimpia, il 12 agosto 1960, con la cerimonia rituale che precede ogni edizione delle Olimpiadi, e viaggiò sulle torce progettate dall'archeologo Amedeo Maiuri e costruite dalla ditta Curtisa di Bologna, attraverso una staffetta di 1 529 tedofori e un percorso di 1863 km lungo le strade di Grecia e Italia, fino a giungere allo stadio Olimpico di Roma il 25 agosto 1960, giorno della cerimonia di apertura dei Giochi, quando l'ultimo tedoforo Giancarlo Peris con la sua torcia accese il braciere olimpico, che rimase ardente fino all'11 settembre, giornata conclusiva della manifestazione.

## Torcia

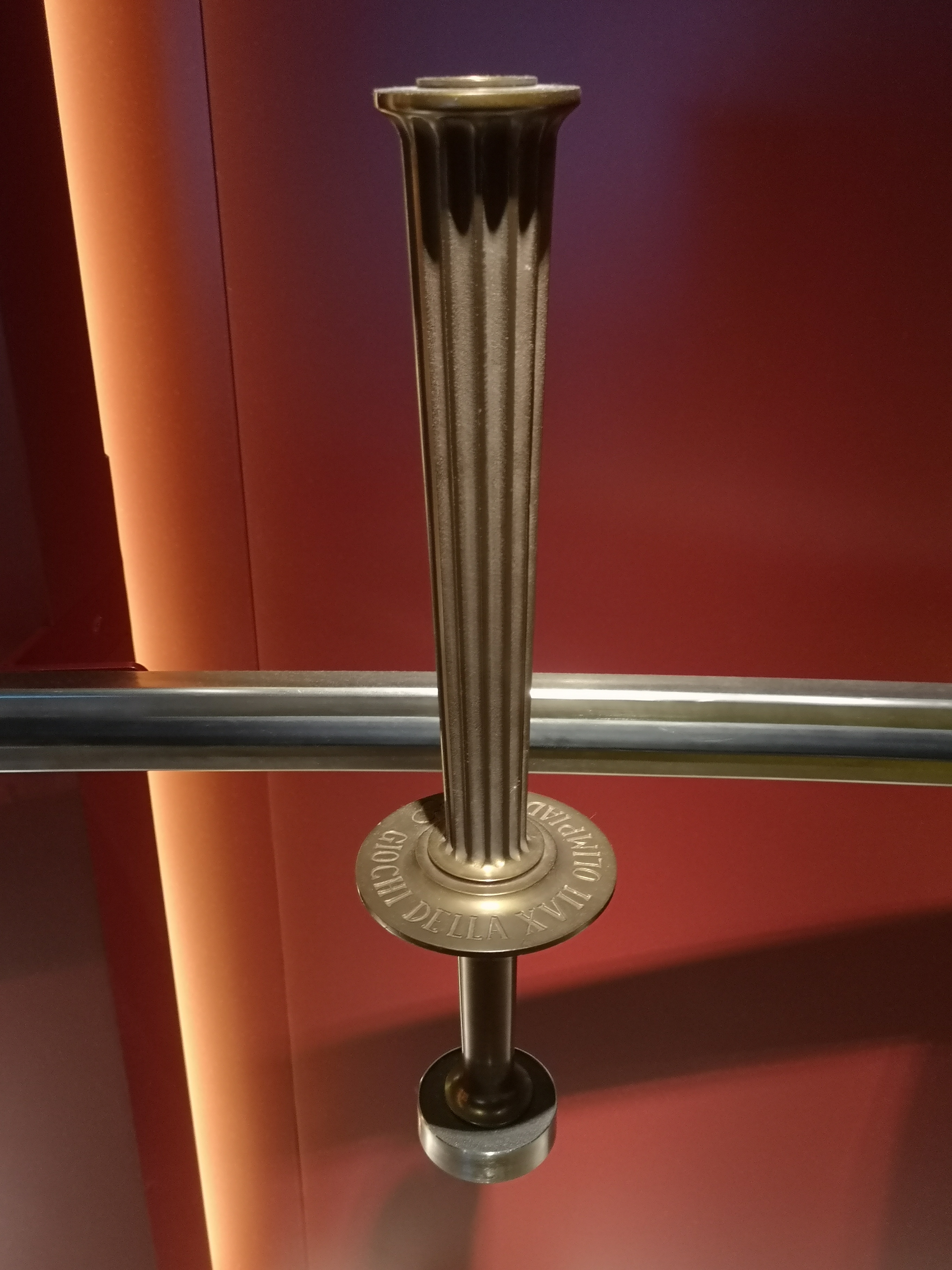
Una copia della torcia olimpica di Roma 1960, esposta al museo olimpico di Losanna.

La torcia olimpica fu progettata da Amedeo Maiuri, archeologo famoso per i suoi studi sugli scavi archeologici di Pompei, e prodotta dalla ditta Curtisa di Bologna.
Realizzata in alluminio bronzato per una lunghezza totale di 39,5 cm ed un peso di 580 g, la torcia era dotata di una capsula in materiale di resina vegetale, quale carburante per alimentare la fiamma, prodotta dalla ditta G. Belardini & Figli di Roma. Fece eccezione solamente la torcia utilizzata dall'ultimo tedoforo, la cui fiamma venne invece alimentata a gas per evitare che la stessa si spegnesse prima di poter accendere il braciere olimpico.
La forma della torcia era ispirata a quelle presenti sui monumenti antichi e le esili scanalature decoravano e rifinivano il corpo della stessa, sulla quale vi era la scritta "Giochi della XVII Olympiade".

## Staffetta

### Organizzatori
Il CONI nominò nel 1956 una apposita "Sezione Torcia Olimpica" per l'organizzazione della staffetta olimpica, presieduta dal commendator Aldo Mairano, e del quale fecero parte Amedeo Maiuri (Soprintendente alle Antichità della Campania), Carlo Chiriachi (rappresentante del Ministero dell'Interno) e Leonilda Turrini (rappresentante del Ministero della Difesa) e Alfredo Maria Langellotti (segretario).
I compiti degli organizzatori furono: l'organizzazione del viaggio della fiamma olimpica da Olimpia a Roma, la fornitura delle torce, la costituzione di comitati locali, l'organizzazione di cerimonie nelle varie località attraversate, il reclutamento dei tedofori e l'accensione, il mantenimento e lo spegnimento della fiamma durante i Giochi.

### Tedofori
I tedofori furono in totale 1 529 (330 in Grecia e 1 199 in Italia). I tedofori italiani furono esponenti delle società sportive e delle scuole delle quindici province attraversate dalla staffetta, scelti dai Comitati locali del CONI, con la collaborazione del Ministero dell'Interno, del Ministero dell'Istruzione e del Ministero della Difesa. L'età dei tedofori (di tutte le classi sociali) doveva essere compresa tra i 18 e i 23 anni.
Il primo tedoforo, ad Olimpia, fu il greco Panagiotis Epitropopoulos (successivamente in gara agli stessi Giochi di Roma, nell'evento di decathlon di atletica leggera) mentre l'ultimo, che accese il braciere allo stadio Olimpico, fu il mezzofondista italiano Giancarlo Peris.
Tra i tedofori italiani famosi vi fu l'arbitro di calcio Concetto Lo Bello.

### Frazioni
Il percorso a piedi fu complessivamente di 1863 km (330 km in Grecia e 1533 km in Italia), suddiviso in 1 529 frazioni (330 in Grecia e 1 199 in Italia), ciascuna di 1500 m se in un tratto pianeggiante (la maggioranza di esse) o di 1000 m se in un tratto in salita, da percorrere in ogni caso in un tempo massimo di cinque minuti e trenta secondi.

### Percorso
La fiamma, come tradizione, venne accesa a Olimpia, in Grecia, la mattina del 12 agosto 1960 e il primo tedoforo fu Penaghoitis Epitropoulos, atleta greco che poi avrebbe gareggiato nel decathlon ai Giochi di Roma, che partì in direzione di Atene. Il percorso in Grecia di 330 km fu organizzato dal Comitato Olimpico Ellenico e attraversò le città di Pyrgos, Patrasso, Corinto, Megara ed Eleusi. La sera del 13 agosto la torcia arrivò allo Stadio Panathinaiko di Atene e venne consegnata da un tedoforo al principe Costantino di Grecia. Trasportata dalla capitale greca al porto di Zéas, a Il Pireo, il principe consegnò la fiamma a Piero Oneglio, vicepresidente del CONI, che a sua volta passò la torcia a Mairano, per venire infine consegnata ad un cadetto della Marina militare italiana che si imbarcò su una baleniera greca, uscendo dal porto del Pireo, per salpare sul veliero "Amerigo Vespucci".

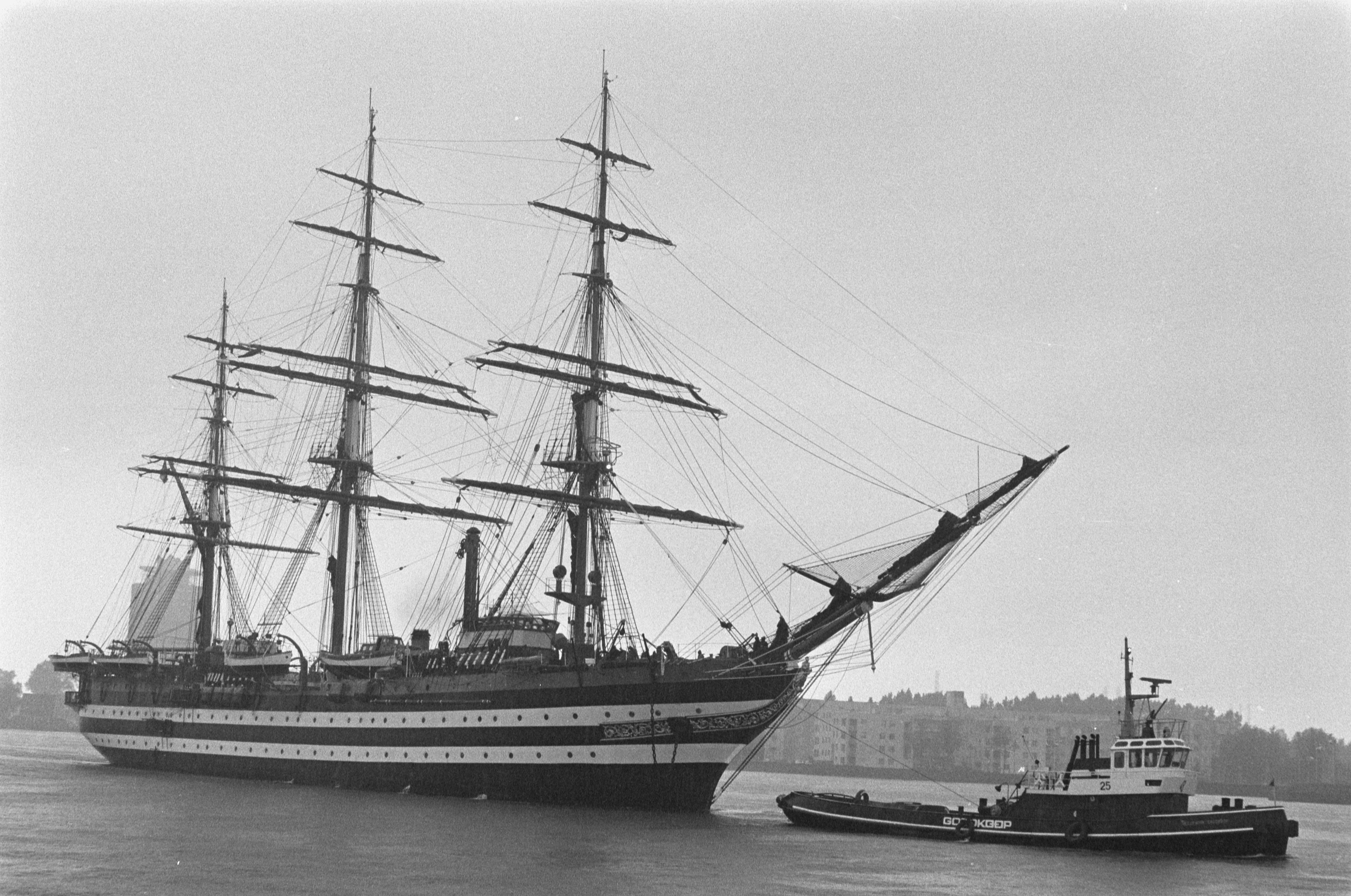
L'"Amerigo Vespucci" trasportò la torica olimpica da Il Pireo a Siracusa.

La fiamma olimpica attraversò per 5 giorni il mar Egeo e il Mar Ionio, sbarcando la sera del 18 agosto a Siracusa, ricevuta dal presidente della Regione Siciliana Benedetto Majorana della Nicchiara, non lontano dalla Fonte Aretusa. Da Siracusa, con primo tedoforo l'arbitro di calcio Concetto Lo Bello, la staffetta partì subito alla volta di Roma seguendo lo stesso percorso che effettuavano le staffette degli antichi greci nel periodo in cui avevano fondato le colonie della Magna Grecia. La fiamma arrivò quindi a Messina nella mattinata seguente del 19 agosto, dopo aver attraversato in nottata Catania e la sua provincia, costeggiando lo Jonio; dalla città peloritana la torcia fu imbarcata su un aliscafo per attraversare lo stretto di Messina alla volta di Reggio Calabria; da qui la staffetta riprese il suo percorso a piedi lungo la Strada statale 106 Jonica, arrivando in serata a Catanzaro fino a sostare, all'1 di notte del 20 agosto, a Crotone dove fu approntato un tripode apposito. Ripartita da Crotone dopo le 5 del mattino, la staffetta continuò il suo percorso sulla statale jonica, attraversando la Sibaritide e la Basilicata per dirigersi a Taranto, dove vi fu una nuova sosta notturna dalle 22 fino alle 7 del mattino del 21 agosto. Lasciata Taranto, la staffetta si diresse verso Matera, seguendo la strada statale 7 Via Appia, fino a giungere alle ore 21:00 a Potenza, dove venne effettuata una nuova sosta notturna. Alle ore 9:00 del mattino del 22 agosto, riprese il percorso della fiamma dal capoluogo lucano verso la Provincia di Salerno, attraversando prima quella di Avellino; la nuova sosta notturna fu effettuata a Paestum, dalle ore 21:30 della sera del 22 fino fino alle ore 10:00 della mattina del 23 agosto; da Paestum la fiaccola attraversò Salerno e Pompei per entrare nella Provincia di Napoli, dove nel pomeriggio del 23 agosto attraversò la città di Napoli. Arrivata nel casertano alle ore 1:00 di notte del 24 agosto, la staffetta si fermò per una breve sosta di circa due ore a Santa Maria Capua Vetere, per ripartire alla volta di Latina e arrivare nel pomeriggio nella Provincia di Roma. Alle ore 21:00 del 24 agosto la torcia arrivò al Palazzo del Campidoglio, sede comunale di Roma, dove la fiamma vi sostò fino al giorno seguente, 25 agosto, data della cerimonia di apertura dei Giochi. Pertanto, il 25 agosto la staffetta percorse solamente i 6,6 km che separano il Campidoglio dallo stadio Olimpico, dove l'ultimo tedoforo Giancarlo Peris accese il braciere olimpico.

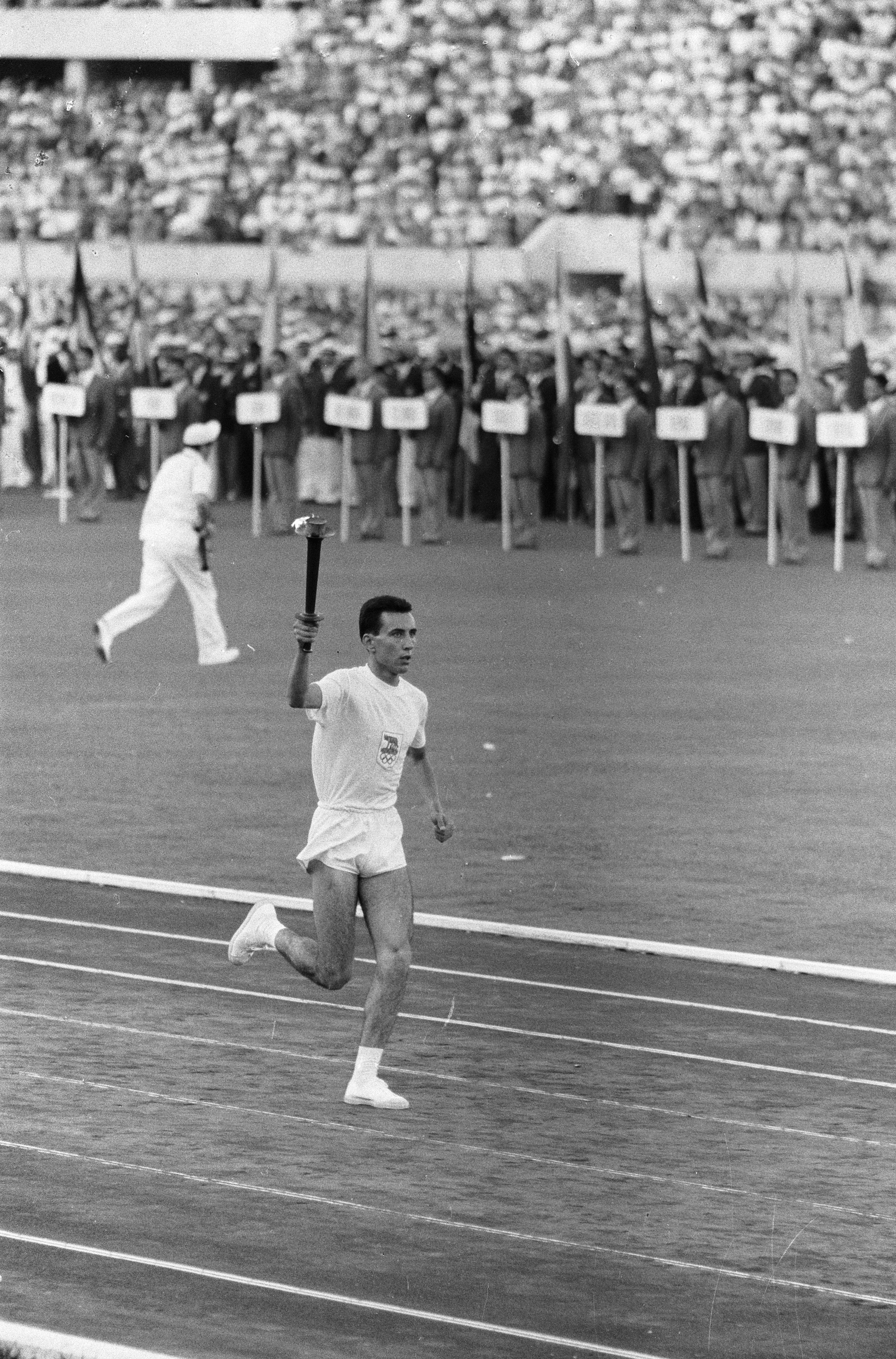
L'ingresso della fiamma olimpica allo stadio.

L'accensione del braciere olimpico da parte di Giancarlo Peris.

La staffetta di Roma 1960 fu la prima ad essere trasmessa in televisione.
Riepilogo delle principali località attraversate dal percorso della staffetta
| Data           | Località |
| -------------- | --- |
| 12 agosto 1960 | Olimpia, Pyrgos, Patrasso, Corinto, Megara, Eleusi, Atene (cerimonia allo stadio Panathinaiko), Il Pireo (imbarco sull'Amerigo Vespucci) |
| 13 agosto 1960 | Olimpia, Pyrgos, Patrasso, Corinto, Megara, Eleusi, Atene (cerimonia allo stadio Panathinaiko), Il Pireo (imbarco sull'Amerigo Vespucci) |
| 13 agosto 1960 | Mar Egeo/Mar Ionio (attraversamento sull'"Amerigo Vespucci") |
| 14 agosto 1960 | Mar Egeo/Mar Ionio (attraversamento sull'"Amerigo Vespucci") |
| 15 agosto 1960 | Mar Egeo/Mar Ionio (attraversamento sull'"Amerigo Vespucci") |
| 16 agosto 1960 | Mar Egeo/Mar Ionio (attraversamento sull'"Amerigo Vespucci") |
| 17 agosto 1960 | Mar Egeo/Mar Ionio (attraversamento sull'"Amerigo Vespucci") |
| 18 agosto 1960 | Mar Egeo/Mar Ionio (attraversamento sull'"Amerigo Vespucci") |
| 18 agosto 1960 | Siracusa, Lentini, Catania, Acireale, Giarre, Giardini Naxos, Taormina, Scaletta Zanclea, Messina, (attraversamento dello stretto di Messina in aliscafo) Reggio Calabria, Melito di Porto Salvo, Brancaleone, Locri, Siderno, Caulonia, Soverato, Catanzaro Lido, Crotone (sosta notturna) |
| 19 agosto 1960 | Siracusa, Lentini, Catania, Acireale, Giarre, Giardini Naxos, Taormina, Scaletta Zanclea, Messina, (attraversamento dello stretto di Messina in aliscafo) Reggio Calabria, Melito di Porto Salvo, Brancaleone, Locri, Siderno, Caulonia, Soverato, Catanzaro Lido, Crotone (sosta notturna) |
| 20 agosto 1960 | Siracusa, Lentini, Catania, Acireale, Giarre, Giardini Naxos, Taormina, Scaletta Zanclea, Messina, (attraversamento dello stretto di Messina in aliscafo) Reggio Calabria, Melito di Porto Salvo, Brancaleone, Locri, Siderno, Caulonia, Soverato, Catanzaro Lido, Crotone (sosta notturna) |
| 20 agosto 1960 | Crotone, Cariati, Corigliano Calabro, Sibari, Trebisacce, Siri, Metaponto, Taranto (sosta notturna) |
| 21 agosto 1960 | Taranto, Palagiano, Laterza, Matera, Tricarico, Potenza (sosta notturna) |
| 22 agosto 1960 | Potenza, Muro Lucano, Sant'Andrea di Conza, Sella di Conza, Contursi, Eboli, Paestum (sosta notturna) |
| 23 agosto 1960 | Paestum, Battipaglia, Salerno, Amalfi, Pompei, Pozzuoli, Cuma, Napoli, Caserta, Santa Maria Capua Vetere (sosta notturna) |
| 24 agosto 1960 | Paestum, Battipaglia, Salerno, Amalfi, Pompei, Pozzuoli, Cuma, Napoli, Caserta, Santa Maria Capua Vetere (sosta notturna) |
| 24 agosto 1960 | Santa Maria Capua Vetere, Formia, Gaeta, Terracina, Monte Circeo, Sabaudia, Latina, Cisterna di Latina, Velletri, Albano Laziale, Castel Gandolfo, Roma (sosta notturna) |
| 25 agosto 1960 | Roma (Cerimonia di inaugurazione allo stadio Olimpico) |

## Braciere

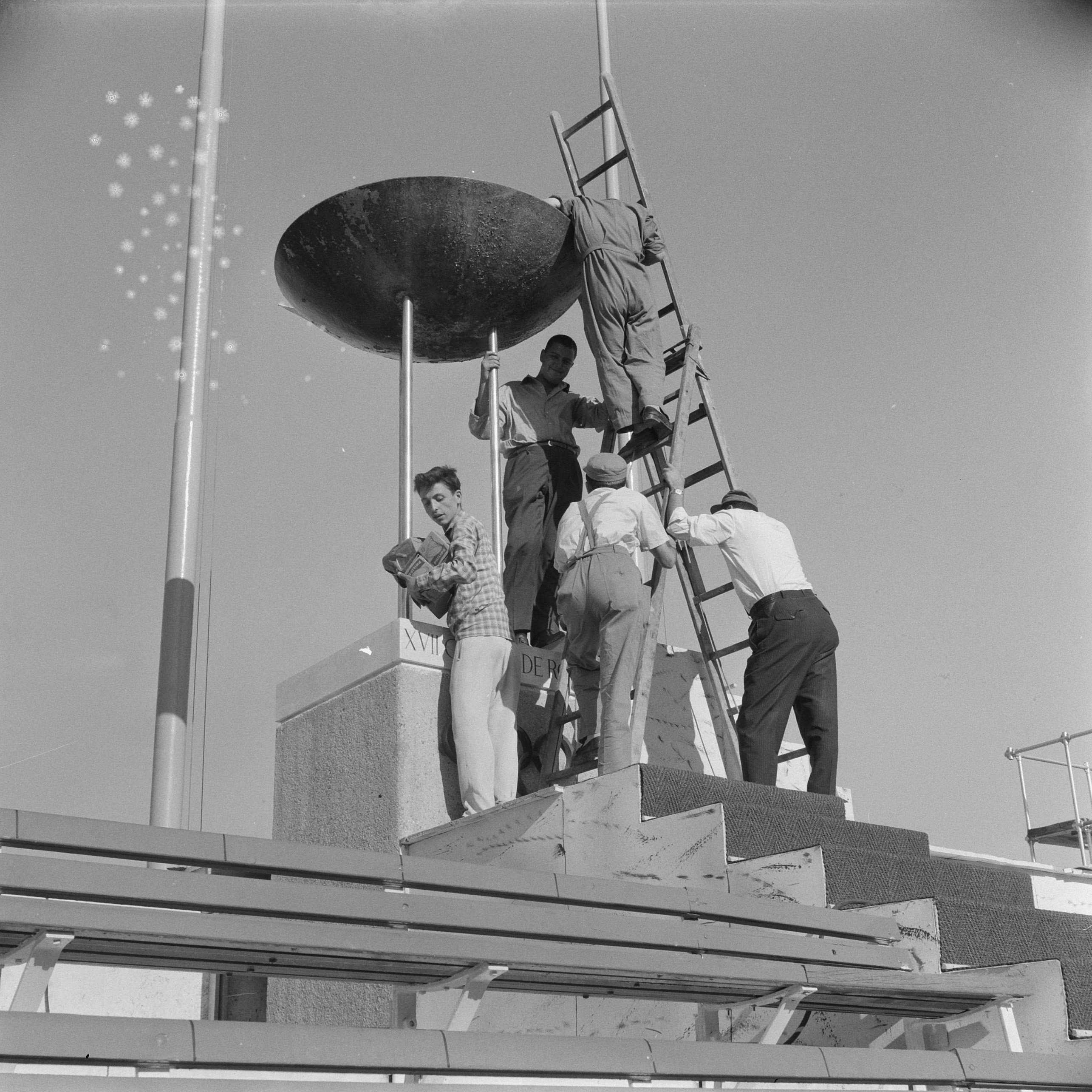
Il braciere olimpico.

Il braciere olimpico acceso da Giancarlo Peris durante la cerimonia d'apertura, e rimasto tale per tutta la durata dei Giochi, era collocato nello Stadio Olimpico, sulla sommità degli spalti in corrispondenza di una scalinata posta all'incrocio tra la tribuna Tevere e la curva Sud. Il braciere era formato da un semplice tripode, che venne smantellato successivamente alla conclusione dei Giochi.